# 1651 год в литературе

## Книги
- Опубликовано сочинение Томаса Гоббса «Левиафан, или Материя, форма и власть государства церковного и гражданского».
- Христиан Гюйгенс опубликовал «Рассуждения о квадратуре гиперболы, эллипса и круга».
- Марен Леруа де Гомбервиль опубликовал эмблематологический трактат «Доктрина нравов» (La Doctrine des moeurs).
- Издана (посмертно) книга Франсиско де Кеведо «Virtud militante contra las cuatro pestes del mundo y cuatro fantasmas de la vida».
- Издана первая часть романа Бальтасара Грасиана «Критикон» (El Criticón)
- Издан полемический труд «Defensio pro Populo Anglicano» Джона Мильтона.
- Стал печататься «Комический роман» Поля Скаррона.
- Издан в Риме молитвенник «Абагар» епископа Никопольского Филипа Станиславова.
- Вышло собрание сочинений английского поэта Уильяма Картрайта.
- Вышел второй фундаментальный труд Уильяма Гарвея «Исследования о зарождении животных» (Exercitationes de generatione animalium).
- Стихотворный перевод «Подражания Иисусу Христу» («Imitation de Jésus Christ») Пьера Корнеля.
- Стихотворный перевод «Odes sacrées» Онора де Бюэй де Ракана.
- Изданы в Риме труды Александра де Рода «Catechismus pro iis qui volunt suscipere Baptismum in octo dies divisus» и «Dictionarium Annamiticum Lusitanum et Latinum».
- Сборник стихов Уильяма Босуорта «Целомудренные и потерянные любовники».

## Родились
- 6 апреля — Андре Дасье, французский филолог-классик и переводчик (умер 1722).
- 6 августа — Франсуа Фенелон, французский священнослужитель, писатель. Автор знаменитого романа «Приключения Телемака» — литературного бестселлера XVIII—XIX веков.
- 12 ноября — Хуана Инес де ла Крус, мексиканская поэтесса (умерла 1695).
- 21 декабря — Димитрий Ростовский, епископ Русской православной церкви, митрополит Ростовский и Ярославский; духовный писатель (умер 1709).
- декабрь — Иоанн Тобольский, епископ Православной Российской Церкви, архиепископ Черниговский и Новгород-Северский, митрополит Тобольский и всея Сибири, автор многочисленных поэтических сочинений (умер 1715).
- Уильям Дампир, английский мореплаватель и капер, автор двухтомника «Новое путешествие вокруг света» (умер 1715).

- Димитрий (Туптало) — митрополит Ростовский, церковный деятель, писатель, оратор.
- Энгельберт Кемпфер, немецкий путешественник, автор книг о своих путешествиях, в том числе, «Новейшие государства Казань, Астрахань, Грузия и многие другие, царю, султану и шаху платившие дань и подвластные…» (умер 1716).
- Илья Фёдорович Копиевский, белорусский просветитель, издатель, переводчик, поэт, писатель (умер 1714).
- Мукаи Кёрай, японский поэт (умер 1704).
- Мануэль де Омс, испанский дипломат, литератор (умер 1710).
- Мадам д’Онуа, французская писательница, одна из авторов классической французской сказки (умерла 1705).

## Умерли
- 21 мая — Жан Поз, французский священнослужитель, писатель.
- 6 октября — Генрих Альберт, немецкий музыкант, композитор, поэт, писатель (род. 1604).
- 7 октября — Жак Сирмон, французский богослов, историк и писатель.
- 10 ноября — Иов Почаевский, почаевский преподобный, автор «Книги Иова Железа, игумена Почаевскаго, властною его рукою написанной» (в 1884 году была издана под названием «Пчела почаевская»).
- 6 декабря — Анна Виссхер, нидерландская поэтесса (род. 1583).
- 14 декабря — Пьер Дюпюи, французский историк, библиограф, автор ряда исторических сочинений (род. 1582).
- Анджей Лещинский, государственный деятель Речи Посполитой, воевода дерптский, поэт.
- Нил Мироточивый, афонский отшельник, автор аскетических сочинений.
- Исаия Трофимович-Козловский, православный церковный деятель, писатель.